# Fundulus chrysotus
Fundulus chrysotus (Günther, 1866) è un pesce d'acqua dolce appartenente alla famiglia Fundulidae.

## Distribuzione e habitat
Questa specie è diffusa in Nordamerica, nella fascia compresa tra il Carolina del Sud e il Texas, dove abita fiumi medio-piccoli, stagni, laghi e paludi.

## Descrizione
F. chrysotus presenta un corpo allungato, piuttosto compresso ai fianchi, di aspetto tozzo; le pinne sono piccole e arrotondate. La livrea vede un fondo verde azzurro cupo, più scuro sul dorso, argenteo sul ventre. Testa, fianchi e peduncolo caudale sono puntinati da centinaia di piccoli punti rossi e gialli. Le pinne sono giallo trasparenti, screziate di bruno, ad eccezione delle pettorali, solamente gialle.

Raggiunge una lunghezza massima di 7,5 cm.

## Biologia
Non è un killifish stagionale.

## Riproduzione
La femmina depone le uova, subito fecondate dal maschio, nel fondo limaccioso. Non vi sono cure parentali.

## Alimentazione
Si nutre prevalentemente di piccoli insetti.

## Acquariofilia
Questa specie è semplice da allevare in acquario, ma non è diffusa commercialmente.